# Inmigración montenegrina en Canadá

Bandera de Montenegro.

Los canadienses montenegrinos (Montenegro: Kanadski Crnogorci) son ciudadanos canadienses de ascendencia montenegrina, o personas nacidas en Montenegro que residen en Canadá. Según el censo de Canadá de 2011, 2.970 canadienses afirmaron tener ascendencia montenegrina total o parcial, en comparación con 2370 en 2006.

## Véase también

Bandera de Canadá.

## Personas notables
- Milos Raonic - tenista